# Espectroscopia

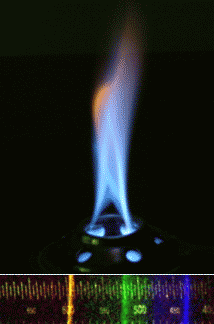
Espectro de luz de una llama de alcohol

Luz visible como parte del espectro electromagnético

La espectroscopia o espectroscopía es el estudio de la interacción entre la radiación electromagnética y la materia, con absorción o emisión de energía radiante. Tiene aplicaciones en astronomía, física, química y biología, entre otras disciplinas científicas.
El análisis espectral se basa en detectar la absorción o emisión de radiación electromagnética a ciertas longitudes de onda, en relación con los niveles de energía implicados en una transición cuántica. 
Existen tres casos de interacción con la materia:
- choque elástico: existe solo un cambio en el impulso de los fotones (por ejemplo, los rayos X, la difracción de electrones y la difracción de neutrones);
- choque inelástico: por ejemplo, la espectroscopia Raman;
- absorción o emisión resonante de fotones.

## Teoría
La teoría central de la espectroscopia es que la luz está formada por diferentes longitudes de onda y que cada longitud de onda corresponde a una frecuencia diferente. La importancia de la espectroscopia se centra en el hecho de que cada elemento diferente en la tabla periódica tiene un espectro de luz único descrito por las frecuencias de luz que emite o absorbe, apareciendo consistentemente en la misma parte del espectro electromagnético cuando esa luz es difractada. Esto abrió todo un campo de estudio con cualquier cosa que contenga átomos, que es toda la materia. La espectroscopia es la clave para comprender las propiedades atómicas de toda la materia. De esta manera, la espectroscopia abrió muchos nuevos subcampos de la ciencia aún por descubrir. La idea de que cada elemento atómico tiene su propia firma espectral ha permitido utilizar la espectroscopia en un gran número de campos, cada uno de ellos con un objetivo específico que se consigue mediante procedimientos espectroscópicos diferentes. El Instituto Nacional de Estándares y Tecnología mantiene una base de datos pública de espectros atómicos que se actualiza continuamente con mediciones precisas.
La ampliación del campo de la espectroscopia se debe al hecho de que cualquier parte del espectro electromagnético puede utilizarse para analizar una muestra, desde el infrarrojo hasta el ultravioleta, indicando a los científicos diferentes propiedades sobre la misma muestra. Por ejemplo, en el análisis químico, los tipos más comunes de espectroscopia incluyen la espectroscopia atómica, la espectroscopia infrarroja, la espectroscopia ultravioleta y visible, la espectroscopia Raman y la resonancia magnética nuclear. En la resonancia magnética nuclear (RMN), la teoría que la sustenta es que la frecuencia es análoga a la resonancia y su correspondiente frecuencia resonante. Las resonancias por la frecuencia se caracterizaron por primera vez en sistemas mecánicos como péndulos que tienen una frecuencia de movimiento notada famosamente por Galileo.

## Aspectos generales
El mecanismo por el cual la materia emite radiación electromagnética es el dominio de la espectroscopia. La radiación electromagnética se atribuye a las diferencias de energía en las transiciones de los electrones de unos niveles atómicos a otros. La espectroscopia se relaciona en la mayoría de los casos con la tercera interacción. Estudia en qué frecuencia o longitud de onda una sustancia puede absorber o emitir energía en forma de un cuanto de luz.
La energía de un fotón (un cuanto de luz) de una onda electromagnética o su correspondiente frecuencia equivale a la diferencia de energía entre dos estados cuánticos de la sustancia estudiada:
{\displaystyle \Delta E={\mathit {h}}\cdot \nu }
donde {\displaystyle {\mathit {h}}} es la constante de Planck, {\displaystyle \nu } es la frecuencia del haz de luz u onda electromagnética asociada a ese cuanto de luz y {\displaystyle \Delta E} es la diferencia de energía. Esta ecuación es conocida también como la ecuación básica de la espectroscopia. Las diferencias de energía entre estados cuánticos dependen de la composición elemental de la prueba o de la estructura de la molécula, y por eso este método proporciona información importante para astrónomos, físicos, químicos y biólogos.
Por medio de un espectrofotómetro se mide el espectro de la luz (intensidad de la luz absorbida, reflejada o emitida en función de la frecuencia o de la longitud de onda). Los espectros se diferencian considerablemente de elemento a elemento.

### Definición de «espectro»
En general, se denomina «espectro» a la distribución  de la intensidad en función de la frecuencia o de la longitud de onda.
Además de la luz visible, la espectroscopia cubre hoy en día una gran parte del espectro electromagnético.

### Objetivo de la espectroscopia
El objetivo de la espectroscopia es obtener información acerca de una prueba o de un cuerpo radiante. Por ejemplo:
- la estructura interna o la temperatura (por ejemplo de estrellas);
- la composición o la cinética de una reacción química;
- la espectroscopia analítica identifica átomos o moléculas por medio de sus espectros.

## Historia
La historia de la espectroscopia comenzó con los experimentos de óptica de Isaac Newton (1666-1672). Desde la antigüedad, los filósofos naturales habían especulado sobre la naturaleza de la luz y su comprensión moderna comenzó con el experimento del prisma: «En 1672, en el primer artículo que envió a la Royal Society, Isaac Newton describió un experimento en el que permitió que la luz del sol pasara a través de un pequeño orificio y luego a través de un  prisma, Newton descubrió que la luz del sol, que nos parece blanca, en realidad está formado por una mezcla de todos los colores del arcoíris».  Newton aplicó la palabra «espectro» (spectrum) para describir el arcoíris de colores que se combinan para formar la luz blanca y que se revelan cuando cualquier haz incidente de luz blanca, no necesariamente procedente del Sol, pasa a través de un prisma. Newton tuvo que esforzarse para demostrar que los colores no eran introducidos por el prisma, sino que realmente eran los constituyentes de la luz blanca.
En los siglos XVIII y XIX, el prisma usado para descomponer la luz fue mejorado con rendijas y lentes telescópicas con lo que se consiguió así una herramienta más potente y precisa para examinar la luz procedente de distintas fuentes.  «En 1802, William Hyde Wollaston construyó un espectrómetro mejorado que incluía una lente para enfocar el espectro del Sol sobre una pantalla. Al usarlo, Wollaston se dio cuenta de que los colores no se distribuían uniformemente, sino que faltaban parches de colores, que aparecían como bandas oscuras en el espectro». Joseph von Fraunhofer, astrónomo y físico, utilizó ese espectroscopio dispersivo inicial para descubrir en 1815 que el espectro de la luz solar estaba dividido por una serie de líneas oscuras —hoy líneas de Fraunhofer—, cuyas longitudes de onda calculó con extremo cuidado.
Sin embargo, la luz generada en laboratorio mediante el calentamiento de gases, metales y sales mostraba una serie de líneas estrechas, coloreadas y brillantes sobre un fondo oscuro. La longitud de onda de cada una de esas bandas era característica del elemento que se había calentado y fue cuando surgió la idea de utilizar esos espectros como huella digital de los elementos. A partir de ese momento, se desarrolló una verdadera industria dedicada exclusivamente a la realización de espectros de todos los elementos y compuestos conocidos: la espectroscopia se convirtió en una técnica científica más precisa y cuantitativa que desempeñó, y sigue desempeñando, un papel importante en la química, la física y la astronomía.
También se descubrió que, si se calentaba un elemento lo suficientemente (incandescente), producía una luz blanca continua, con un espectro completo de todos los colores, sin ningún tipo de línea o banda oscura. En poco tiempo se avanzó al hacer pasar esa luz de espectro continuo a través de una fina película a una temperatura menor de un elemento seleccionado. En 1860, el físico Gustav Kirchhoff y el químico Robert Bunsen, tras un laborioso trabajo para obtener muestras puras de los elementos conocidos, ya habían mostrado que las líneas oscuras en el espectro solar correspondían con las líneas brillantes en los espectros de algunos gases conocidos, siendo líneas específicas que correspondían a elementos químicos únicos presentes en la atmósfera del Sol: cada elemento emitía y absorbía luz a ciertas frecuencias fijas que lo caracterizaban. Kirchhoff dedujo que las líneas oscuras en el espectro solar eran causadas por la absorción de elementos químicos en la atmósfera solar.  De esta manera se comprobó que los elementos químicos que se encuentran en el Sol y en las estrellas también se encontraban en la Tierra y fue la prueba de que la materia de los objetos celestes era la misma que la de la Tierra. Este descubrimiento también condujo a un nuevo método de análisis indirecto, que permitía conocer la constitución química de las estrellas lejanas y clasificarlas.

## Relación con el estudio de los astros
Los astros, así como la materia interestelar, emiten ondas electromagnéticas; los astrónomos han llegado al conocimiento de cuanto sabemos del ámbito extraterrestre descifrando los mensajes que portan esas ondas cuando llegan a nuestro planeta. Debe advertirse que la emisión y las modificaciones ulteriores experimentadas por esas radiaciones son resultado de no pocos factores: la composición elemental de la fuente que los emite, temperatura, presión y grado de ionización a que se halla la misma, influencia de los campos magnéticos y eléctricos, etc. Por otra parte, como los astrónomos y físicos han reproducido en sus laboratorios esos diferentes estados de la materia y obtenido los espectros correspondientes, estos sirven de patrones que permiten analizar los espectros de los cuerpos celestes y extraer toda la información que contienen. En el caso de los espectros luminosos, los estudios constituyen el análisis espectral, que consiste específicamente en el estudio de una luz previamente descompuesta en radiaciones monocromáticas mediante un prisma o una red de difracción. 
Por otra parte las orbitales del átomo de un elemento químico son tan características del mismo como las huellas digitales de un individuo, y siempre diferentes de las de cualquier otro elemento. Es así como los físicos han podido catalogar el conjunto de las radiaciones luminosas que emite cada uno de los elementos cuando se halla en estado de incandescencia.
La luz que recibimos de una estrella, por ejemplo, consiste en una mezcla de radiaciones, algunas de las cuales provienen de átomos de hidrógeno, de helio, de hierro, etc. Si a esa luz se la hace pasar por una rendija para obtener un haz largo y estrecho, y si este atraviesa un prisma, las distintas radiaciones quedarán clasificadas, ya que el prisma desvía hacia un extremo las de longitud de onda más larga (correspondientes a la luz roja) y hacia el otro las de longitud de onda más corta (luz violeta); entre ambos extremos se ordenarán las ondas de longitud intermedia: anaranjado, amarillo, verde, azul y añil. En suma, así se obtiene un espectro continuo cuyo aspecto es el de una estrecha franja transversal de arcoíris.
Entre la emisión de ese espectro por los átomos excitados por el calor de la estrella y su recepción en la Tierra interviene otro fenómeno que es el que permite el análisis espectral. Cada vez que una radiación emitida encuentra, durante su propagación en la misma atmósfera de la estrella, un vapor que contiene átomos del mismo elemento, es absorbida por uno de estos. Por consiguiente, en el espectro de aquella estrella que se obtendrá en la Tierra cada uno de los puestos correspondientes a las longitudes de onda interceptadas quedará falto de luz y en él aparecerá una raya oscura. Así, en lugar del espectro de emisión se obtendrá un espectro de absorción que contendrá en forma de rayas las huellas de todos los elementos químicos existentes en el astro.
Además de indicar la composición elemental de la fuente luminosa y el estado físico de su materia, el espectro revela si el cuerpo luminoso y la Tierra se acercan o se alejan entre sí, además de indicar la velocidad relativa a la que lo hacen (efecto Doppler-Fizeau).

## Aplicaciones
En el espectro de las estrellas siempre existe una zona de radiaciones más intensas que las demás. Esa preponderancia es independiente de la composición química del astro y resulta de la temperatura superficial de este. Sabemos por experiencia que, si a un metal se le calienta progresivamente, este empieza por tener una incandescencia de color rojo oscuro que va volviéndose cada vez más claro y acaba por dar una luz blanca. Así, las estrellas rojas son menos calientes que las anaranjadas, y estas de las amarillas y así en más. Partiendo de los espectros, los astrónomos han podido averiguar la temperatura superficial de las estrellas y clasificarlas en grupos (diagrama de Hertzsprung-Russell).
Por otra parte, al comparar las rayas del espectro de una estrella con las de una luz terrestre, se observa que en el espectro estelar las rayas se encuentran corridas ligeramente hacia el extremo rojo del espectro o hacia el color violeta. Ese fenómeno, debido al efecto Doppler-Fizeau, permite calcular la velocidad radial con la que la estrella se aleja o se acerca a la Tierra. En particular, ha permitido descubrir que todas las galaxias se alejan unas de otras, lo cual constituye una prueba de la expansión del universo.
Finalmente, gracias al análisis espectral se descubrió el helio en 1868 tras identificar las rayas obtenidas en un espectro después de que tuviese lugar un eclipse solar. Desde entonces, el análisis espectral de los cuerpos celestes ha revelado que todos se componen de los elementos que conocemos en la Tierra y que figuran en la tabla periódica de Mendeleiev.

## Tipos de espectroscopia
Los principales fenómenos utilizados son:
- la emisión de radiaciones por una muestra después de la excitación por una fuente óptica, térmica o eléctrica: espectroscopia de emisión;
- la absorción de radiaciones por una muestra cuando es iluminada por una fuente óptica: espectroscopia de absorción;
- la fluorescencia (absorción y luego emisión de radiación): espectroscopia de fluorescencia.

Estos fenómenos pueden hacer intervenir:
- las propiedades moleculares, involucrando a los electrones que participan en los enlaces químicos: espectroscopia molecular;
- las propiedades atómicas, involucrando a los electrones de los átomos: espectroscopia atómica.

La siguiente tabla presenta una ilustración de las diferentes técnicas de espectroscopia en función del dominio de longitud de onda.
| Dominio de longitud de onda | Longitud de onda | Tipo de espectroscopia                                                  | Comentarios |
| Radiofrecuencia             | > 100 µm         | Espectroscopia de resonancia magnética nuclear                          | Enlace químico, conformación molecular, distancias interatómicas |
| Radiofrecuencia             | > 100 µm         | Resonancia paramagnética electrónica                                    | entidades paramagnéticas (radicales, especies transitorias…) |
| Radiofrecuencia             | > 100 µm         | Resonancia ferromagnética                                               | Magnetización materiales ferromagnéticos |
| Microondas                  | > 30 µm          | Espectroscopia rotacional                                               | Estructura de pequeñas moléculas (agua, ozono, cloruro de hidrógeno gaseoso, etc.) con alta precisión |
| Infrarrojo                  | 1-20 µm          | Espectroscopia infrarroja                                               | agrupamientos funcionales de una molécula orgánica, enlaces químicos, estructura de la molécula |
| Infrarrojo                  | 1-20 µm          | Espectroscopia del infrarrojo cercano                                   | agrupamientos funcionales de una molécula orgánica, enlaces químicos, estructura de la molécula |
| Infrarrojo                  | 1-20 µm          | Espectroscopia vibracional                                              | agrupamientos funcionales de una molécula orgánica, enlaces químicos, estructura de la molécula |
| Visible y ultravioleta      | ×102 nm          | Espectroscopia ultravioleta-visible                                     | Dosificación de compuestos orgánicos conjugados y metales de transición |
| Visible y ultravioleta      | ×102 nm          | Espectrofotometría                                                      | Dosificación de compuestos orgánicos conjugados y metales de transición |
| Visible y ultravioleta      | ×102 nm          | Espectroscopia Raman                                                    | frecuencias de modos de vibración del cristal/molécula, energía de ondas de espín |
| Visible y ultravioleta      | ×102 nm          | Espectroscopia de fluorescencia                                         | moléculas fluorescentes, entorno local de la molécula (conformación e interacciones) |
| Visible y ultravioleta      | ×102 nm          | Espectroscopia de correlación de fluorescencia                          | moléculas fluorescentes, entorno local de la molécula (conformación e interacciones) |
| Visible y ultravioleta      | ×102 nm          | Espectroscopia Brillouin                                                | constantes elásticas y características magnéticas de un material (magnetización, intercambio, etc.) |
| Rayos X                     | < 100 nm         | Espectroscopia de absorción de rayos X (EXAFS y XANES)                  | EXAFS: entorno local de un átomo, distancias con vecinos más cercanos XANES: estado de oxidación, coordinación XPS: composición química en la superficie de un material (estado de oxidación, cuantificación de elementos, etc.) |
| Rayos X                     | < 100 nm         | Espectroscopia de fotoelectrones emitidos por rayos X (XPS)             | EXAFS: entorno local de un átomo, distancias con vecinos más cercanos XANES: estado de oxidación, coordinación XPS: composición química en la superficie de un material (estado de oxidación, cuantificación de elementos, etc.) |
| Rayos X                     | < 100 nm         | Espectroscopia de Fluorescencia de rayos X clásica y en reflexión total | Cuantificación de elementos químicos |
| Rayos X                     | < 100 nm         | Microsonda de Castaing                                                  | cuantificación de elementos químicos (análisis local del orden de 1 µm3) |
| Rayos gamma                 | 0.01 nm          | Espectroscopia gamma                                                    | elementos radiactivos |
| Rayos gamma                 | 0.01 nm          | Espectroscopia Mössbauer                                                | estado de oxidación, orden magnético |

## Otras técnicas de espectroscopia

### Espectrometría de masas
- Espectroscopia de masas de ionización secundaria
- Espectroscopia de masas de unión de iones

### Espectrometría electrónica
- Espectroscopia Auger
- Espectroscopia de pérdidas de energía  (EELS)
- Espectroscopia fotoelectrónica UV
- Espectroscopia fotoelectrónica X

### Espectroscopia de resonancia
- Espectroscopia de resonancia magnética nuclear
- Resonancia paramagnética electrónica
- Resonancia ferromagnética

### Otros
- Espectrómetro
- Espectroscopia dieléctrica
- Espectroscopia de movilidad de iones
- Espectroscopia de dispersión de iones
- Espectroscopia de retrodispersión de Rutherford
- Espectroscopia de impedancia electroquímica
- Espectroscopia de eco de espín de neutrones
- Espectroscopia fotoacústica
- Espectrometría por antorcha de plasma
- Espectroscopia de resonancia acústica

## La espectroscopia en astronomía
La espectroscopia es una técnica muy utilizada en astronomía, principalmente en el UV, óptica e infrarrojo. Se distingue:
- la espectroscopia de rendija larga que usa los primeros órdenes de difracción y generalmente se usa para espectroscopia de un solo objeto a la vez;
- la espectroscopia de escala que utiliza los altos órdenes de difracción y que permite alcanzar resoluciones espectrales muy altas;
- la espectroscopia multiobjetos  que se dedica a la espectroscopia simultánea de varios objetos a la vez, ya sea mediante máscaras o utilizando fibras ópticas.